# Stazione di Lesmo
Stazione di Lesmo vasútállomás Olaszországban, Lombardia régióban, Lesmo településen.

## Vasútvonalak
Az állomást az alábbi vasútvonalak érintik:
- Seregno–Bergamo-vasútvonal

## Kapcsolódó állomások
A vasútállomáshoz az alábbi állomások vannak a legközelebb:
- Stazione di Macherio-Sovico
- Stazione di Carnate-Usmate